# هيوجونغ
تشوي هيوجونج، المعروفة بإسم هيوجونج (بالكورية: 최효정) هي مغنية كورية جنوبية، ولدت يوم 28 يوليو 1994 في انيانغ في كوريا الجنوبية.

## روابط خارجية
- هيوجونغ على موقع IMDb (الإنجليزية)
- هيوجونغ على موقع ميوزك برينز (الإنجليزية)